# Junior Tchamadeu
Junior Baptiste Tchamadeu (* 22. Dezember 2003 in London, England) ist ein kamerunischer Fußballspieler.

## Karriere

### Klub
Aus der Jugend von Charlton Athletic kommend, wechselte er im Sommer 2020 in die U-18 von Colchester United. Dort wurde er dann auch bereits Anfang 2021 Teil der Profi-Mannschaft. Bereits am 5. Dezember 2020 hatte er dann bei einem 2:1-Sieg über Grimbsy Town aber auch schon sein Profi-Debüt in der League Two, wo er auch gleich in der Startelf stand. Über den Rest der Saison stand er auch, soweit er dann spielte, ebenfalls in der Startelf. Noch mehr Einsätze sammelte er dann in der Spielzeit 2021/22, wobei er aufgrund einer späten roten Karte am 13. Spieltag für drei Partien gesperrt wurde. Auch in den folgenden Spielzeiten sammelte er weiter Einsätze und festigte weiter seine Position als Stammspieler in der Mannschaft.
Seit September 2023 spielt er mittlerweile in der Championship bei Stoke City, für welche er hier am 6. Spieltag gegen Norwich sein Debüt hatte.

### Nationalmannschaft
Sein erstes Länderspiel im Trikot der kamerunischen A-Nationalmannschaft, hatte er am 17. November 2023 bei einem 3:0-Sieg über Mauritius während der Qualifikation für die Weltmeisterschaft 2026. Auch im darauffolgenden Qualifikationsspiel kam er dann noch zum Einsatz.
Am 28. Dezember 2023 wurde er für den finalen Kader beim Afrika-Cup 2024 nominiert.